# Ceratodoryctes
Ceratodoryctes is een geslacht van insecten dat behoort tot de orde vliesvleugeligen (Hymenoptera) en de familie van de schildwespen (Braconidae). De wetenschappelijke naam van het geslacht werd voor het eerst geldig gepubliceerd door Belokobylskij, Iqbal & Austin in 2004.

## Soorten
De volgende soorten zijn bij het geslacht ingedeeld:
- Ceratodoryctes annulatus
- Ceratodoryctes ceratus
- Ceratodoryctes pulcher
- Ceratodoryctes tinae